# Gloor

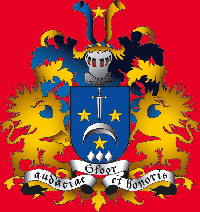
Wappen der Familie Gloor

Gloor ist ein Familienname aus dem Seetal im Kanton Aargau.

## Namensentwicklung
Um 1440 schrieb sich der Name Glares, Glarer, Glaren. Um 1500 wurde der Namen Glor geschrieben, später transformierte sich der Namen unterschiedlich, je nach Gemeinde, in die sich das Geschlecht verzweigte; in Dürrenäsch zuerst Glar, dann Glaar, dann Gloor; Birrwil/Schwaderhof/Seengen zuerst Glar, dann Glor, dann Gloor. Ab dem 15. Jahrhundert verzweigt sich die Familie. Eine Linie Seengen/Birrwil und eine Linie geht weiter von Dürrenäsch aus.

## Herkunft des Namens
Durch eine Heiratsverbindung von Ritter Rudolf von Glarus mit Anna von Liebegg ging die Hälfte des Schlosses und des Lehensbesitzes an Rudolf (1318–1371), wohin er sich nach 1350 während seiner Verbannung aufgrund der Teilnahme an der Verschwörung gegen das Zunftregiment von Zürich zurückzog. Unter seinen Söhnen Johannes und Jakob erfolgte der Ausverkauf aller Güter und Rechte.

## Geschichte
Rudolf von Glarus, der Sohn Jakobs, wird als erster Minister der Hallwyler genannt. Rudolf aus Chulmbe (Liebegg) wohnte im Burgturm von Seengen, nach dem die Familienmitglieder genannt wurden, bis sie mit den Retterswiler Höfen belehnt wurden, auf denen die Gloor im 14. und 15. Jh. sassen.
Der Zusammenhang ist auch dadurch gegeben, dass die Schwester von Rudolf, Margarethe in der Burg, mit Heinrich Ribi von Platzheim, aus einem anderen angesehenen Seengener Geschlecht verheiratet war (Ribi war Schultheiss von Lenzburg). Die Familie Ribi hat später einen Lehensanteil (ein anderer Teil gehörte den von Hallwyl/ein Teil war Freigut der Glar) diese Retterswiler Höfe 1356 an das Kloster Königsfelden verkauft.
Im 15. Jahrhundert wurden Glar von Burg genannt Im Taufkreis Seengen. Der Zusammenhang mit der Familie, die Im Hallwylturm in Seengen wohnte und als Amtmänner (Minister) der Familie Hallwil amtete ist nahe. Um 1400 werden diese in den Urkunden nicht mehr als «die in der Burg» erwähnt, ausser Uli von Birrwil/Burg und auch später Johannis von Birrwil/Burg. Alle Gloor von Birrwil wurden zu dieser Zeit in Seengen getauft.
Die Abwandlung des Namens Glarus in Glarner, Glarer, Glaren, Glar, Glor entspricht der Zeitreihenfolge der Nennungen. Diese Annahme, dass die von Glarus eins sind mit der Familie in der Burg und dann mit den Glar, Glaren etc. wird durch die stete Wiederholung derselben Vornamen in allen drei Namensformen untermauert, da zu dieser Zeit die Kinder immer nach dem Vornamen der Väter oder Grossväter genannt wurden.
Es ist bezeichnend, dass aus der Familie Gloor noch über Jahrhunderte Untervögte der Hallwyl und Liebegg stammten.

## Familie heute
Die Linie im Seetal war wohlhabend und erste Abwanderungen sind erst im 19. Jahrhundert zu beobachten. Die Linie Dürrenäsch war schon früh (im 16. Jahrhundert) verarmt. Fast alle, die nach Australien, Chile, Krim und den USA auswanderten, stammen aus dieser Linie.

## Namensträger
- Adolf Gloor (1884–1944), Nationalrat und Gewerkschafter
- Balder Gloor (* 1932), Schweizer Augenarzt
- Beat Gloor (1959–2020), Schweizer Schriftsteller
- Christoph Gloor (1936–2017), Karikaturist und Künstler
- Edith Gloor (1942–2017), Schweizer Schriftstellerin
- Emanuel Gloor (* 1937), Schweizer Maler
- Franz Gloor (1948–2009), Fotograf
- Gerhard Gloor (* 1955), Schweizer Musiker
- Isabelle Gloor (* 1992), Schweizer Sportlerin
- Kevin Gloor (* 1983), Eishockeyspieler
- Kurt Gloor (1942–1997), Filmregisseur
- Luciano Gloor (1949–2020), Filmproduzent
- Lukas Gloor (* 1952), Schweizer Kunsthistoriker
- Mike Gloor (* 1950), US-amerikanischer Politiker
- Paddy Gloor (* 1976), Sportschütze
- Peter Gloor, Schweizer Geographie- und Mediendidaktiker
- Pierre Gloor (1923–2003), schweizerisch-kanadischer Neurologe, klinischer Neurophysiologe und Epileptologe
- Pierre-André Gloor (1922–1992), Schweizer Psychiater, Psychoanalytiker, Sexualwissenschaftler und Anthropologe
- René Gloor (* 1956), Leichtathlet
- Reto Gloor (1962–2019), Schweizer Comiczeichner
- Roger Gloor (* 1937), Schweizer Automobilhistoriker